# Piper rindjanense
Piper rindjanense är en pepparväxtart som beskrevs av C. Dc.. Piper rindjanense ingår i släktet Piper och familjen pepparväxter. Inga underarter finns listade i Catalogue of Life.